# 八木健彦
八木 健彦（やぎ たけひこ、1947年 - ） は、日本の物理学者。東京大学名誉教授。元東京大学物性研究所副所長。元日本高圧力学会会長。フンボルト賞、ブリッジマン賞等受賞。

## 人物・経歴
1971年北海道大学理学部物理学科卒業。1976年東京大学大学院理学系研究科地球物理学専攻博士課程修了、理学博士。カーネギー研究所博士研究員を経て、1978年東京大学物性研究所助手。1984年東北大学金属材料研究所助教授。1986年東京大学物性研究所助教授。1997年東京大学物性研究所教授。2000年フンボルト賞受賞。2003年日本高圧力学会会長、国際高圧力連合（AIRAPT）副会長。2007年ブリッジマン賞受賞。2008年東京大学物性研究所副所長。2011年アメリカ地球物理学連合フェロー。2012年東京大学名誉教授、愛媛大学地球深部ダイナミクス研究センター特命教授。2014年愛媛大学地球深部ダイナミクス研究センター客員教授。2015年度日本地球惑星科学連合フェロー。専門は鉱物物理学で、大型放射光施設における高圧地球科学の先駆的研究を行った。

## 著書
- 『超高圧の世界』岩波書店 2002年